# Solomon Bushendich
Solomon Bushendich Naibei (10 januari 1984) is een Keniaanse langeafstandsloper.

## Loopbaan
In 2001 behaalde Bushendich zijn eerste titel door op de Afrikaanse kampioenschappen voor junioren in Réduit de 10.000 m te winnen. Met 28.40,36 versloeg hij de Oegandees Boniface Kiprop (zilver) en de Eritrees Ali Abdallah (brons). Op de 5000 m was Boniface Kiprop hem te snel af en won hij een zilveren medaille voor zijn landgenoot Henry Kipchirchir (brons).
In Nederland is Bushendich geen onbekende. Zo wist hij als debutant bij de marathon van Amsterdam in 2006 deze wedstrijd op zijn naam te schrijven in 2:08.52. Hij bleef hierbij zijn landgenoot Bernard Barmasai slechts twee seconden voor. Eerder dat jaar maakte hij de wedstrijd tijdens de City-Pier-City Loop, maar werd vlak voor het einde voorbij gespurt door de oudere Moses Kipkosgei Kigen, die nauwelijks kopwerk had verricht en de wedstrijd won in 1:01.45.

## Titels
- Afrikaans jeugdkampioen 10.000 m - 2001

## Persoonlijke records
Baan
| Onderdeel | Prestatie | Datum        | Plaats     |
| --------- | --------- | ------------ | ---------- |
| 3000 m    | 7.45,07   | 6 juni 2003  | Turijn     |
| 5000 m    | 13.12,83  | 3 juni 2003  | Milaan     |
| 10.000 m  | 28.05,99  | 20 juli 2003 | Pontevedra |

Weg
| Onderdeel      | Prestatie | Datum             | Plaats    |
| -------------- | --------- | ----------------- | --------- |
| 10 km          | 28.04     | 10 september 2006 | Rotterdam |
| 15 km          | 42.26     | 17 maart 2007     | Den Haag  |
| 20 km          | 56.58     | 17 maart 2007     | Den Haag  |
| halve marathon | 1:00.13   | 17 maart 2007     | Den Haag  |
| 30 km          | 1:30.13   | 9 mei 2010        | Praag     |
| marathon       | 2:08.41   | 3 oktober 2010    | Košice    |

## Palmares
| Jaar | Wedstrijd                         | afstand   | Klassering | Tijd     |
| ---- | --------------------------------- | --------- | ---------- | -------- |
| 2014 | marathon van Peking               | 42,2 km   | Brons      | 2:11.07  |
| 2013 | marathon van Sevilla              | 42,2 km   | Goud       | 2:10.13  |
| 2013 | marathon van Honolulu             | 42,2 km   | Brons      | 2:19.38  |
| 2013 | marathon van Xiamen               | 42,2 km   | 6e         | 2:10.18  |
| 2011 | marathon van Milaan               | 42,2 km   | Goud       | 2:10.38  |
| 2010 | marathon van Honolulu             | 42,2 km   | Brons      | 2:19.54  |
| 2010 | marathon van Kosice               | 42,2 km   | Zilver     | 2:08.40  |
| 2010 | marathon van Praag                | 42,2 km   | 9e         | 2:11.51  |
| 2009 | marathon van Dublin               | 42,2 km   | 10e        | 2:14.57  |
| 2008 | halve marathon van Lille (Rijsel) | 21,1 km   | Brons      | 1:00.45  |
| 2007 | City-Pier-City Loop               | 21,1 km   | Zilver     | 1:00.13  |
| 2007 | halve marathon van Ras al-Khaimah | 21,1 km   | 10e        | 1:01.16  |
| 2007 | halve marathon van Marvejols      | 21,1 km   | 5e         | 1:13.56  |
| 2006 | marathon van Amsterdam            | 42,2 km   | Goud       | 2:08.52  |
| 2006 | halve marathon van Lissabon       | 21,1 km   | Zilver     | 1:01.48  |
| 2006 | City-Pier-City Loop               | 21,1 km   | Zilver     | 1:01.21  |
| 2006 | halve marathon van Rotterdam      | 21,1 km   | Brons      | 1:00.13  |
| 2005 | New York                          | 10 km     | Zilver     | 30.20    |
| 2004 | halve marathon van Berlijn        | 21,1 km   | Zilver     | 1:00.42  |
| 2004 | Marseille                         | 20,903 km | Zilver     | 1:02.17  |
| 2004 | Norwich Union Indoor Grand Prix   | 5000 m    | 5e         | 13.28,43 |
| 2003 | Golden Spike Ostrava              | 5000 m    | 7e         | 13.16,02 |
| 2003 | Meeting du Nord                   | 5000 m    | ?          | 13.38,08 |
| 2003 | WK veldlopen te Avenches          | 8 km      | Brons      | 22.51    |
| 2002 | WJK                               | 10.000 m  | Brons      | 29.05,96 |
| 2002 | Voorthuizen Loopfestijn           | 10 km     | Goud       | 28.26    |
| 2002 | Overmeer                          | 10 km     | Goud       | ?        |
| 2002 | Sevenear Run                      | 10 km     | Goud       | 28.13    |
| 2002 | Kaiserslautern                    | 8 km      | Goud       | 16.44    |
| 2001 | Afrikaanse juniorenkamp.          | 10.000 m  | Goud       | 28.40,36 |
| 2001 | Afrikaanse juniorenkamp.          | 5000 m    | Zilver     | 13.49,9  |
| 2001 | Bloemendaalloop                   | 10 km     | Goud       | 28.43    |
| 2001 | Zevenheuvelenloop                 | 15 km     | 5e         | 43.15    |